# Młodawin Dolny
Młodawin Dolny – wieś w Polsce położona w województwie łódzkim, w powiecie zduńskowolskim, w gminie Zapolice.
Młodawin Dolny i Młodawin Górny wchodzą w skład sołectwa Młodawin, w którym wyodrębnia się jeszcze części wsi: Kopalina i Młodawin-Kolonia.
Najstarszy opis Młodawina, pochodzący z 1561 r., wzmiankuje jedynie "o siedlisku starodawnym", zaś relacja z 1789 r. opisująca skromne "pomieszczenie czyli dworek, w którym teraz Imci Pan Zdzański mieszka, który cały słomą pokryty". Przypuszcza się, iż w XVI w. w tej wsi istniała drewniana rezydencja na kopcu, zapewne wzniesiona przez siedzących tu wówczas Jaworskich.
W latach 1975–1998 miejscowość należała administracyjnie do województwa sieradzkiego.